# Streptopelia lugens
Streptopelia lugens là một loài chim trong họ Columbidae.